# Laura Hill
Laura Hill es una actriz australiana, conocida por interpretar a Simone Page en la serie Neighbours.

## Biografía
En 1997 Laura se graduó de la escuela Ballarat Academy of Performing Arts (BAPA), con una licenciatura en artes escénicas.

## Carrera
En 2008 se unió como personaje recurrente a la exitosa serie australiana Neighbours, donde interpreta a la oficial Simone Page hasta ahora.
En 2011 apareció en el cortometraje Abel, donde interpretó a Mary.

## Filmografía
Series de televisión
| Año             | Título     | Personaje   | Notas        |
| --------------- | ---------- | ----------- | ------------ |
| 2008 - presente | Neighbours | Simone Page | 15 episodios |

Películas
| Año  | Título | Personaje | Notas                          |
| ---- | ------ | --------- | ------------------------------ |
| 2011 | Abel   | Mary      | corto - junto a Peter Flaherty |